# Hilário (consular)
Hilário (em latim: Hilarius) foi um oficial romano do século IV, possivelmente ativo durante o reinado do imperador Teodósio I (r. 378–395). Como consular, auxiliou Justo 2 a reerguer altares pagãos de Sardes em algum momento durante a velhice do filósofo Crisâncio.